# 加線
加線（かせん、英語：ledger line or leger line）は、西洋の記譜法で通常の五線譜の線と空間より上下の音高を表記するために使われる。符頭よりも少し長い線を、五線の上もしくは下に、五線内の線と同じ間隔で、五線と平行にひく。
加線は定旋律や初期のポリフォニーの写本にもときおり見られるが、広く使われるようになったのは、16世紀初頭の鍵盤音楽になってからである(Anon. 2001)。当時でさえ、印刷者は活字の設定が難しく、ページ上のスペースを無駄にし、見た目が乱雑になる原因となる加線を嫌っていた。声楽では、五線譜上のパートの範囲を可能な限り保つために、様々な異なる音部記号を使っていた。鍵盤の記譜法では、加線を避ける一般的な方法として、異なる音部記号を持つ4つの譜表のオープンスコアを使用していた(Godwin 1974, 16–17)。
木管楽器奏者は指使いと五線譜の位置を関連付けるため8va記法よりも加線を好むが(Shatzkin 1993, 48)、少なくとも4本の加線が使われている音符は、楽譜を読みにくくする。読みやすくするために、作曲家は普通音部を切り替えたり、8va記法を用いる。ピッコロ、コントラバス、ギター、テノールボイスなどの移調楽器は、加線を避けるためにオクターヴで移調する。
チューバ、トロンボーン、ユーフォニアムのパートの記法は、常に低音部譜表の下の加線を使用し、8va bassa記法は用いない(Read 1969, 354)。
チェロやトロンボーンのような低音部記号楽器のための音楽が、低温記号よりも数加線上にある場合、テノール記号が使われる。テノール記号で実用的なものより高い音を出す場合は高音部記号、トロンボーンの場合はアルト記号で表記することができる。
1つの五線譜に複数の声部があり、2分休符  や全休符  などの休符が五線の上下に置かれている場合、これらを支持するためにも加線が使われる（この状況では珍しい倍全休符は2本の加線の間に吊り下げられる）。

## レファレンス
- Anon. 2001. "Leger [Ledger] Line". The New Grove Dictionary of Music and Musicians, second edition, edited by Stanley Sadie and John Tyrrell. London: Macmillan Publishers.
- Godwin, Joscelyn. 1974. "Playing from Original Notation". Early Music 2, no. 1 (January): 15–19.
- Oxford English Dictionary. 2005. "Ledger, n.B.I.3". Oxford English Dictionary (3rd ed.). Oxford University Press. September 2005. (要購読、またはイギリス公立図書館への会員加入。)
- Oxford Living Dictionary (n.d.). “leger line”. Oxford Living Dictionaries.   Oxford University Press. 2017年3月12日閲覧。
- Read, Gardner. 1969. Music Notation: A Manual of Modern Practice, second edition. Boston: Allyn and Bacon. Reprinted, New York: Taplinger Publishing Company, 1979.
- Shatzkin, Merton. 1993. Writing for the Orchestra: An Introduction to Orchestration. Upper Saddle River, NJ: Prentice Hall. ISBN 9780139534317.